# 莫雷爾角
莫雷爾角（英語：Morrell Point），是南極洲的海岬，位於南桑威奇群島的圖勒島西岸，在1971年由英國南極名稱諮詢委員會命名，由英國海外領土管轄。